# Nina Sawina (kajakarka)
Nina Wasiljewna Sawina, ros. Нина Васильевна Савина (ur. 29 września 1915 w Piotrogrodzie, zm. w 1965 tamże) – radziecka kajakarka, brązowa medalistka olimpijska z Helsinek w 1952.

## Kariera sportowa
Zdobyła brązowy medal w wyścigu kajaków jedynek (K-1) na 500 metrów na igrzyskach olimpijskich w 1952 w Helsinkach, przegrywając jedynie z Sylvi Saimo z Finlandii i Gertrude Liebhart z Austrii.
Była mistrzynią ZSRR w konkurencji jedynek na 500 metrów w 1954 i 1955, na 1000 metrów w 1936, 1946, 1948 i 1951, na 2000 metrów w 1947 i 1948, na 3000 metrów w latach 1949–1952 oraz w sztafecie 5 × 500 metrów w 1957, a także w dwójkach (K-2) na 1000 metrów i na 2000 metrów w 1947 oraz na 3000 metrów w 1949 i 1950.
W 1952 otrzymała tytuł Zasłużonego Mistrza Sportu ZSRR.